# 28 juillet 1981
Le mardi 28 juillet 1981 est le 209e jour de l'année 1981 du calendrier grégorien.

## Événements
- En France, le Sénat vote en faveur du projet de loi visant à supprimer la Cour de sûreté de l'État.
- Le sénateur du Bas-Rhin Jean-Paul Hammann démissionne.
- En Iran, un tremblement de terre de magnitude 7,3 frappe la province de Kerman.

## Naissances
- Mathieu Béda, footballeur français
- Michael Carrick, footballeur anglais
- Mamédy Doucara, taekwondoïste français
- Willie Green, basketteur américain
- Dmitri Komornikov, nageur russe
- Patrick Long, pilote automobile américain
- Mário Sérgio, footballeur portugais
- Vincent Restencourt, patineur artistique français
- Steve Smith, basketteur américain
- Yoandry Urgellés, joueur de base-ball cubain

## Décès
- Cliff Ammons (arz), homme politique américain (63 ans)
- Harry Bloom, écrivain sud-africain (68 ans)
- Wilbur Cush, footballeur nord-irlandais (53 ans)
- Magnús Kjartansson (en), écrivain et homme politique islandais (62 ans)
- Edwin W. Pauley (en), homme d'affaires américain (78 ans)
- Stanley Rother, prêtre catholique américain (46 ans)